# Bactridium hudsoni
Bactridium hudsoni es una especie de coleóptero de la familia Monotomidae.

## Distribución geográfica
Habita en Nueva York (estado) (Estados Unidos).